# McLaren M28
McLaren M28 je McLarnov dirkalnik Formule 1, ki je bil v uporabi večjem delu sezone 1979, ko sta z njim dirkala John Watson in Patrick Tambay. Tambay, ki je z dirkalnikom nastopil na enajstih dirkah, se ni uspel uvrstiti med dobitnike točk med tem, ko je Watsonu na osmih dirkah to uspelo trikrat. Edino uvrstitev na stopničke je dosegel ne debiju dirkalnika na dirki za Veliko nagrado Argentine s tretjim mestom, nato pa je bil še šesti na dirki za Veliko nagrado Belgije in četrti na dirki za Veliko nagrado Monaka. Nadomestil ga je nov dirkalnik McLaren M29, s katerim je Watson prvič nastopil na deveti dirki sezone za Veliko nagrado Velike Britanije, Tambay pa šele na štirinajsti dirki sezone za Veliko nagrado Kanade.

## Popolni rezultati Formule 1
(legenda)
| Leto | Moštvo                                       | Motor                    | Gume | Dirkači        | 1   | 2   | 3   | 4    | 5   | 6   | 7   | 8   | 9  | 10  | 11  | 12  | 13  | 14  | 15  | Toč | Prv |
| ---- | -------------------------------------------- | ------------------------ | ---- | -------------- | --- | --- | --- | ---- | --- | --- | --- | --- | -- | --- | --- | --- | --- | --- | --- | --- | --- |
| 1979 | McLaren International Lowenbrau Team McLaren | Ford Cosworth DFV 3,0 V8 | G    |                | ARG | BRA | JAR | ZZDA | ŠPA | BEL | MON | FRA | VB | NEM | AVT | NIZ | ITA | KAN | ZDA | 15  | 7.  |
| 1979 | McLaren International Lowenbrau Team McLaren | Ford Cosworth DFV 3,0 V8 | G    | John Watson    | 3   | 8   | Ret | Ret  | Ret | 6   | 4   | 11  |    |     |     |     |     |     |     | 15  | 7.  |
| 1979 | McLaren International Lowenbrau Team McLaren | Ford Cosworth DFV 3,0 V8 | G    | Patrick Tambay | Ret |     | 10  | Ret  | 13  |     | DNQ | 10  | 7  | Ret | 10  | Ret | Ret |     |     | 15  | 7.  |